# Felipe Calero
Felipe Calero Lora (Bogotá, 22 de noviembre de 1976) es un actor y cantante colombiano de cine y televisión.

## Biografía
Inició su carrera en la serie juvenil De pies a cabeza Más tarde figuró en el reparto de la serie Conjunto cerrado y apareció en otras producciones televisivas como Dos mujeres (1997), Sin límites (1998), Fuego verde (1998), AMA La Academia (2003), Luna la heredera (2004) y El capo (2009), entre muchas otras. Ha tenido algunas apariciones en cine, de la que destaca su papel de Limón en la película de Dago García Las cartas del gordo (2006).
En 2020 interpretó al Coronel Carrasco, en la serie Verdad oculta.

## Filmografía

### Televisión
- 2025 -  La venganza de Analía 2[4]
- 2023 - La influencer[5]
- 2022 - Te la dedico
- 2021 - Enfermeras
- 2020 - Verdad oculta
- 2019 - Un bandido honrado
- 2019 - La ley del corazón
- 2017 - Infieles - 2 episodios
- 2011 - Confidencial
- 2010 - Los caballeros las prefieren brutas
- 2009-2010 - El capo
- 2009 - Amor mentiras y vídeo
- 2008 - Doña Bárbara
- 2008-2009 - El último matrimonio feliz
- 2006-2007 - Floricienta
- 2005-2006 - Lorena
- 2005-2006 - Vuelo 1503
- 2004-2005 - Luna la heredera
- 2004-2005 - La saga: negocio de familia
- 2003-2004 - Ama la academia
- 2000-2001 - A donde va Soledad
- 2000-2001 - Traga Maluca
- 1998 - Fuego verde
- 1998-1999 - La madre
- 1998 - Sin límites
- 1997-1998 - Dos mujeres
- 1996 - Conjunto cerrado
- 1993 - De pies a cabeza

## Cine
- 2017 -  " SNIPER ULTIMATE KILL " El francotirador: la última masacre
- 2006 - Las cartas del gordo